# Charles Killian
Charles Killian ( * 28 de enero de 1887 - 16 de febrero de 1957 ) fue un botánico, y micólogo francés , que realizó importantes expediciones botánicas al norte de África y en especial Argelia.

## Algunas publicaciones
- Killian, C. 1926. Le développement morphologique et anatomique du Rhodymenia palmata. Ann Des Sc Nat Bot Ser 8 10: 189-211
- ----. 1929.  Développement et biologie de l'Ambrosinia Bassii L. 1e partie. Bull. Soc. Hist. Nat. Bull. Soc. Hist. Nat. Afr. Nord, 20: 257–278
- ----. 1951. Mesures ecologique sur des vegetaux types du Fouta-Djallon (Guinée-Française) et sur leur milieu, en saison sèche. Bull. Instit. Franc. D'Afrique Noire 13, 603–681

- La abreviatura «Kill.» se emplea para indicar a Charles Killian como autoridad en la descripción y clasificación científica de los vegetales.[2]